# Itaperuna
Itaperuna – miasto i gmina w Brazylii, w stanie Rio de Janeiro. Znajduje się w mezoregionie Norte Fluminense i mikroregionie Itaperuna.
W mieście mają siedzibę kluby piłkarskie Itaperuna EC i CF São José.